# Vice Media
Vice Media Group LLC ist ein in Kanada gegründetes US-amerikanisches Medienunternehmen. Es hat den Status einer Limited Liability Company und produziert unter verschiedenen Marken Magazine, Webinhalte, Dokumentationen und Musik. Die produzierten Inhalte haben vorwiegend jüngere Menschen als Hauptzielgruppe. Der Umsatz lag 2016 bei ca. einer Milliarde US-Dollar und der Unternehmenswert wird auf ca. drei Milliarden geschätzt. Am 15. Mai 2023 meldete Vice Media Insolvenz an.

## Geschichte
Die Gründer von Vice Media, Shane Smith, Suroosh Alvi und Gavin McInnes, starteten im Oktober 1994 in Montreal mit staatlicher Unterstützung das Punkmagazin Voice of Montreal, um über Musik, Kunst, Trends und Drogenkultur zu berichten, die in den Printmedien nicht abgedeckt wurden. Das Magazin war eine Alternative zum Montreal Mirror, der damals von der alternativen englischsprachigen Szene Montreals als zu nahe zum Mainstream empfunden wurde.
Im Jahr 1996 änderten sie den Namen des Magazins in Vice, und als das Magazin immer erfolgreicher wurde, hatte das Unternehmen Schwierigkeiten, seinen Betrieb von Kanada aus zu skalieren. Nach einer Investition von 4 Millionen Dollar durch den kanadischen Investor Richard Szalwinski zog Vice 1999 nach New York City um. Im Jahr 2001 kauften die Mitbegründer Vice zurück und zogen in neue Büros in Williamsburg, Brooklyn. Das Magazin gewann durch seinen Inhalt, seine Kommentare und die Beiträge der Fotografen Terry Richardson und Ryan McGinley weiter an Aufmerksamkeit und Leserschaft. 2006 begann das Unternehmen in Zusammenarbeit mit MTV Networks in digitale Medieninhalte zu expandieren.
Im Januar 2008 verließ der Mitbegründer Gavin McInnes Vice Media aufgrund „kreativer Differenzen“ mit dem Unternehmen und gründete die Website streetcarnage.com. Später war er Mitbegründer der Werbeagentur Rooster und wurde ein rechtsextremer Aktivist, der die Proud Boys gründete.
Mitte August 2013 investierte Rupert Murdochs 21st Century Fox 70 Millionen US-Dollar in Vice Media und erwarb damit einen Anteil von 5 Prozent. Dieser Anteil ging später auf die The Walt Disney Company über, welchen 21st Century Fox 2019 übernahm.
2013 gelang Vice Media ein Mediencoup, als es den ehemaligen Basketballspieler Dennis Rodman zu einem Treffen mit dem nordkoreanischen Machthaber Kim Jong-un in Pjöngjang begleitete. Im Jahr 2014 startete Vice Media seinen Nachrichtensender Vice News, der durch seine Berichterstattung über Proteste und Konflikte in der Ukraine und Venezuela fast sofort weltweite Aufmerksamkeit erlangte. Im August 2014 zeigte Vice Media als erstes Nachrichtenmedium eine Reportage über den Islamischen Staat.
Im Juni 2016 kündigte das Unternehmen bei den Cannes Lions Awards seine geplante Expansion in mehr als 50 Länder an, darunter Partnerschaften mit The Times of India Group und Moby, durch die Vice mit digitalen, mobilen und linearen Angeboten in neue Märkte in Asien eintrat.
Im März 2018 wurde Nancy Dubuc zur neuen CEO von Vice Media ernannt, einen Tag nachdem sie offiziell ihren Abschied von A&E Networks bekannt gegeben hatte. Sie trat die Nachfolge des Vice-Mitbegründers Shane Smith an, der in die Rolle des Executive Chairman wechselte. Zuvor hatte es Berichte über sexuelle Belästigung weiblicher Mitarbeiter bei Vice Media gegeben.
Am 3. Mai 2019 gab Vice Media bekannt, dass das Unternehmen bei George Soros und anderen Investoren Schulden in Höhe von 250 Millionen Dollar aufgenommen hat. Im Oktober gab Vice Media bekannt, dass es das Magazin Refinery29 für eine Summe von 400 Millionen US-Dollar übernimmt.
Am 15. Mai 2023 meldete Vice Media Insolvenz an.

## Marken
Vice Media verfügt über eine Reihe Marken. Zu den digitalen Kanälen gehören:
| Name        | Einführung | Genre                        |
| ----------- | ---------- | ---------------------------- |
| Vice        | 1996       | Kultur                       |
| Vice News   | 2013       | News                         |
| Noisey      | 2012       | Musik                        |
| Motherboard | 2010       | Technologie und Wissenschaft |
| Broadly     | 2015       | Frauen                       |
| Munchies    | 2014       | Kochen                       |
| Vice Sports | 2014       | Sport                        |
| i-D         | 2013       | Fashion                      |
| Garage      | 2016       | Kunst                        |
| Amuse       | 2015       | Lifestyle                    |
| Vice Impact | 2017       | Advocacy                     |
| Waypoint    | 2016       | Gaming                       |
| Tonic       | 2016       | Gesundheit                   |
| Free        | 2018       | Persönliche Finanzen         |
| Refinery29  | 2019       | Kultur                       |

Vice Media betreibt außerdem ein Plattenlabel (Vice Music), ein Filmstudio (Vice Studios) und ein Fernsehkanal (Vice on TV).

## Eigentümer
20 Prozent der Anteile an Vice Media befinden sich noch im Besitz des Gründers und ehemaligen Geschäftsführers Shane Smith. Auch die Walt Disney Company besitzt einen wesentlichen Teil des Medienkonzerns. A&E Networks kaufte 2017 einen Anteil von Vice. James Murdoch kaufte 2019 ebenfalls einen Teil. Weitere bedeutende Investoren sind George Soros, Niko Alm und die Beteiligungsgesellschaft TPG Capital.